# Apple Music
Apple Music（苹果音乐）是蘋果公司推出的音樂串流服務，於2015年6月30日上線。此项服务的用户可以根据自己的选择，在设备上点播歌曲。服务中还包括了网络电台（曾用名为Beats 1）。最开始推出此项服务时用户可免费试用三个月，後来只可免费试用一個月，之后转为收费服务。能够根据用户的口味向用户推荐音乐，整个服务也整合到了语音控制服务中。2016年时，这项服务支持全球113个国家和地区，是全球第二大流媒体音乐服务，次于Spotify。其在不同国家的收费有所差别，而且在部分地区不提供电台服务。
服务发布之后一度因操作和界面复杂而引发部分用户不满。但总体上，媒体和用户普遍认为其功能十分优秀，对服务给出正面评价。其中，根据用户爱好推荐的音乐中加入了音乐专家的手工选择，推荐结果更加准确，被认为是的巨大优势；电台也被认为是服务的焦点所在。这两项服务收到了大量正面评价。平台为歌手提供与用户交流的平台，虽得到部分好评，但未能获得用户的广泛认可。推出之初计划在试用期的三个月内不支付版税，遭到歌手的抗议和抵制，然而争议最终以苹果公司修改版税支付政策而告终。此外苹果公司推出这项服务的过程中可能涉嫌不当竞争，也引起了美国联邦贸易委员会和相关产业的关注。

## 功能概况
2015年6月，苹果公司在全球软件开发者年会上宣布，将于6月30日正式推出这项服务，试用期三个月内免费使用。针对美国用户，三个月之后将对个人用户每月收费9.99美元，对不超过6人的家庭用户每月收费14.99美元。服务正式推出后，在不同国家的具体价格有所不同：首发推出的印度服务对个人用户每月收费仅需120卢比（约1.83美元），现每月收取99卢比（约1.19美元）；9月30日开通的中国大陆服务对个人用户每月收费10元人民币（约1.57美元）现收取每月11元人民币（约1.52美元），对高校学生每月收费5元人民币（约0.786美元），现每月收取6元人民币（约0.83美元），在当时成为全球最低的价格；英国个人用户的收费则高至每月9.99英镑（约15.16美元），现收取每月10.99英镑（约13.71美元）。
用户使用时，在设备上选择音乐，就可通过流媒体收听，也可保存在设备上供离线使用。用户可以选择自己喜爱的音乐风格，也可以点击“喜欢”（"Like"）按键标记自己喜欢的音乐，可根据用户喜欢的音乐口味提供推荐。这项服务的收费价格以及歌曲库的大小和其他音乐流媒体服务相似，但其独特之处在于附加的功能以及独家提供的音乐内容。亦可以通过进行语音控制，用户可以通过直接选择特定的歌曲播放，也可选择播放符合某种条件的歌曲。之后的在播放中还会显示歌曲的歌词。
还包含了著名艺人负责的网络电台服务，其首个电台在超过100个国家提供24小时不间断的音乐广播，绝大多数拥有服务的国家和地区都可以收听。电台由三位DJ主播：曾在BBC廣播一台工作的DJ赞恩·洛负责在洛杉矶主播，嘻哈DJ埃夫罗·达登在纽约主播，英国DJ朱莉·阿德努加则负责在伦敦主播。苹果公司原有的网络电台服务也整合到的付费服务中，同时更名为；原有的免费服务则于2016年1月被关闭，但电台则可以供用户免费收听。
此外，还提供另一项服务。这是供艺人向听众分享音乐的博客平台，其中的一部分音乐将是这个平台独家提供的。歌手德雷克在全球软件开发者年会现场演示平台的操作时，就宣布将通过这一平台发布一张新专辑。而苹果公司也强调未签约的独立艺人同样可以参与到平台中。但此项功能推出后并不受欢迎。苹果公司于2016年更新的中移除了用户界面中的标签页，之后于2018年12月停止了此项服务。
的页面中包含了多个标签页。“为你推荐”（"For You"）标签页中包含了为用户推荐的音乐，其推荐算法之外还有音乐专家的手工选择对此进行补充。在“我的音乐”（"My Music"）标签页中则显示了用户已购买的歌曲和可以通过在线流媒体收听的歌曲。“广播”（"Radio"）标签页中收录了和服务。。
支持的使用设备包括：及更高版本的设备， 12.2或更高版本（支持及更高版本、及更高版本）、以及及更高版本的设备。对于没有安装相关应用程序的设备，可以通过网页浏览器使用网页版的Apple Music。电台只能通过设备或有效登录的收听，其内容通过数字版权管理技术进行加密以确保此项限制。
2019年6月3日，在WWDC推出的 iOS 13上，Apple Music正式支持滚动歌词功能。同时在macOS Catalina上推出独立的桌面版本。 
2021年5月17日，苹果宣布Apple Music自同年6月起增加ALAC编码的无损音乐（44.1kHz/16bit至192kHz/24bit）及支持杜比全景声的空间音频，用户无须额外付费。
2021年10月27日，索尼宣布Apple Music登陆PlayStation 5游戏主机，支持后台播放音乐，同时还支持无缝MV回放功能。开始播放MV的时候先以全屏幕进行播放，期间如果用户切换到其他应用或回到PS5主页，MV的音频会继续播放。 若用户返回Apple Music，应用会直接从歌曲正在播放的位置无缝接轨，没有任何中断。
2022年10月12日，微软宣布Apple Music正式版本登陆Xbox平台，支援Xbox One系列游戏主机和Xbox Series X/S游戏主机。同时微软宣布Apple Music for Windows的预览版本将于次年（2023年）上架Microsoft商店，并且该预览版本的用户界面遵守WinUI 3规范。最终苹果于2023年1月12日在Microsoft Store美国区上架该预览版本，并于两个月后向其他国家和地区开放，同时还支持更多语言。对于电脑中安装有iTunes for Windows的用户，苹果表示，如果安装该应用预览版本，将导致iTunes for Windows中相对应的功能无法使用，直到Apple发布新的能与之兼容的iTunes for Windows，或用户卸载Apple Music的预览版本后方可恢复使用。

Apple Music在全球的服务范围。黑色标注的国家或地区已经支持Apple Music服务。

## 发展历史

### 服务上线和扩张
在之前，苹果公司的和已经“变革了数字音乐”。苹果公司前首席执行官史蒂夫·乔布斯最早反对推出音乐订阅服务，但在发布之前，媒体已经预计苹果公司将推出音乐流媒体服务。2015年6月，索尼音乐首席执行官道格·莫里斯透露苹果公司将在全球软件开发者年会上宣布推出此项服务。莫里斯还补充称自己希望这项服务能够恢复音乐产业之前的繁荣。他表示另一项音乐流媒体服务无法在市场上获得利润，因此推广程度也不足；而则能大范围推广，进而带动整个音乐流媒体市场的发展。6月8日，苹果公司正式宣布将推出服务。
2015年6月30日，在超过100个国家正式发布。苹果公司最初希望能以较低价格进入市场，然而音乐产业界反对这个计划。这项服务随的更新同时推出，首发时仅供设备、和用户使用。美国歌手法瑞尔·威廉姆斯为演唱的宣传歌曲也同时在服务首发时独家发布。9月30日，此项服务在中国大陆正式上线，个人用户每月收费10元人民币。11月10日起，客户端在上架，开始支持以上设备。同年内也开始支持。2016年2月4日，在土耳其上线；次日在台湾正式上线，对个人用户每月收费150元新台币。同年8月登陆以色列和韩国。至此，在全球提供服务的国家或地区达到115个。
2016年5月，苹果在美国推出了针对学生的半价订阅计划，之后扩展至32个国家或地区。2018年2月25日，在香港地區服務將於2月25日加價，涨幅超过20%，最终定价與其主要對手Spotify訂閱費用無異，為服務推出後首個地區及首次加價。
下表列出支持的国家和地区，地理分区按照苹果公司官方页面给出的标准。表中括号中标注服务上线日期，未标注者为2015年6月30日的首发国家。在这些国家或地区中，以灰色底色显示的巴林、中国大陆、埃及、匈牙利、约旦、黎巴嫩、阿曼、俄罗斯、沙特阿拉伯、新加坡和阿联酋仅有流媒体音乐点播和服务，不提供服务。
| 非洲、中东、中亚和南亚  | 非洲、中东、中亚和南亚  | 非洲、中东、中亚和南亚     | 非洲、中东、中亚和南亚 | 非洲、中东、中亚和南亚 |
| ----------------------- | ----------------------- | -------------------------- | ---------------------- | ---------------------- |
| 亚美尼亚                | 阿塞拜疆                | 巴林                       | 博茨瓦纳               | 佛德角                 |
| 埃及                    | 冈比亚                  | 加纳                       | 几内亚比绍             | 印度                   |
| 约旦                    |                         | 肯尼亚                     |                        | 黎巴嫩                 |
| 毛里求斯                | 尼泊尔                  | 尼日尔                     | 尼日利亚               | 阿曼                   |
| 沙特阿拉伯              | 南非                    | 斯里兰卡                   | 斯威士兰               |                        |
|                         | 乌干达                  | 阿联酋                     |                        | 津巴布韦               |
| 以色列 （2016年8月3日） |                         |                            |                        |                        |
| 亚太地区                |                         |                            |                        |                        |
| 澳大利亚                | 柬埔寨                  | 中国大陆 （2015年9月30日） | 斐济                   | 香港                   |
| 印度尼西亚              | 日本                    | 老挝                       | 澳门                   | 马来西亚               |
| 密克罗尼西亚联邦        | 蒙古                    | 新西兰                     | 巴布亚新几内亚         | 菲律宾                 |
| 新加坡                  | 台湾 （2016年2月5日）   | 泰国                       | 越南                   | 韩国 （2016年8月4日）  |
| 欧洲                    |                         |                            |                        |                        |
| 奥地利                  | 白俄罗斯                | 比利时                     | 保加利亚               | 塞浦路斯               |
| 捷克                    | 丹麦                    | 爱沙尼亚                   | 芬兰                   | 法国                   |
| 德国                    | 希腊                    | 匈牙利                     | 爱尔兰                 | 意大利                 |
| 拉脱维亚                | 立陶宛                  | 卢森堡                     | 马耳他                 | 摩尔多瓦               |
| 荷兰                    | 挪威                    | 波兰                       | 葡萄牙                 | 罗马尼亚               |
| 俄罗斯                  | 斯洛伐克                | 斯洛文尼亚                 | 西班牙                 | 瑞典                   |
| 瑞士                    | 土耳其 （2016年2月4日） | 乌克兰                     | 英国                   |                        |
| 拉丁美洲和加勒比海地区  |                         |                            |                        |                        |
| 安圭拉                  | 安提瓜和巴布达          | 阿根廷                     | 巴巴多斯               | 伯利兹                 |
| 百慕大                  | 玻利维亚                | 巴西                       | 英属维尔京群岛         | 开曼群岛               |
| 智利                    | 哥伦比亚                | 哥斯达黎加                 | 多米尼克               | 多米尼加共和国         |
| 厄瓜多尔                | 萨尔瓦多                | 格林纳达                   | 危地马拉               | 洪都拉斯               |
| 墨西哥                  | 尼加拉瓜                | 巴拿马                     | 巴拉圭                 | 秘鲁                   |
| 圣基茨和尼维斯          | 特立尼达和多巴哥        | 委内瑞拉                   |                        |                        |
| 北美地区                |                         |                            |                        |                        |
| 加拿大                  | 美国                    |                            |                        |                        |

### 用户规模和产品更新
2015年6月30日，苹果公司正式发布了。7月初，苹果移动设备用户中已经有38%升级至支持服务的最新操作系统 8.4。商业分析公司Mixpanel指出，这意味着已经有上亿用户能够有机会体验的免费试用。到2015年10月时，的用户数已经超过1,500万，其中650万用户为付费用户，其他用户仍在三个月的免费试用期内。付费用户人数是同类型音乐流媒体服务巨头的三分之一。数百万用户在试用期结束后没有继续付费使用这项服务，但苹果公司首席执行官蒂姆·库克仍然对这一数据表示满意。美国投资公司FBR资本市场分析人士丹尼尔·艾夫斯（Daniel Ives）也认为这一数据好于预期，他认为按照这一发展速度，的付费用户在12个月后将可能达到2,000万。
截至2016年1月，苹果的音乐流媒体服务Apple Music已经拥有超过1000万付费用户，仅用了半年时间就达到了一个新里程碑。这一数据已经接近付费用户数的二分之一，使成为全球流媒体音乐市场的第二大服务。2016年6月的全球软件开发者年会上，苹果公司宣布的付费用户已经超过1500万；同时还宣布已重新设计的操作界面，将于同年秋季与共同发布。

## 评价和反响
在正式宣布推出之前，美国科技新闻网站评论担心此项服务和已有的类似服务相比没有独特之处，歌曲库大小与已有的服务相似，价格也并没有优势。撰稿人尼雷·帕特尔（Nilay Patel）更是抱怨称各家音乐流媒体服务之间相互争夺市场份额反而给用户带来不便。他称、Google Play 音乐和都有各自的“独家内容”和价格，之间缺乏兼容性，使用户无从下手。服务正式发布后，也因操作复杂、故障不断而遭到了大量用户的指责。《国际财经时报》撰稿人马克斯·维伦斯（Max Willens）称这是苹果公司发布过的“最复杂的产品”，服务中加入了太多功能，用户友好度不足，给大量不熟悉流媒体理念和操作的用户带来麻烦。整个服务仍存在诸多设计不完善之处，时而出现的程序错误也引发用户不满。
然而整体上，媒体和用户还是对给出了正面的评价。撰稿人迪特尔·约翰（Dieter John）称虽然有一些小问题，但已经满足了人们对流媒体服务的所有需求。另一位撰稿人米卡·辛格顿（Micah Singleton）指出，当前存在的问题都是可以及时修正的，这项服务整体来讲十分优秀，将会推动音乐产业进入全新的未来。他认为是整个服务中最惊喜的部分，称三位挑选的音乐胜过其他的流媒体服务。辛格顿还认为“为你推荐”部分是与其他流媒体服务相比最大的优势。新闻网站撰稿人克里斯蒂娜·华伦（Christina Warren）认为，更加重视“人”的作用，尤其赞赏了其多种多样的网络电台以及“为你推荐”部分的准确推荐。她认为“为你推荐”部分是的真正核心内容。技术新闻网站则赞赏了平台，认为苹果公司强调未签约的独立艺人也可以使用这一平台，重新证明了苹果公司在2000年代中期曾经“敢于尝鲜”的勇气。总体而言，的推荐播放列表和电台获得了广泛赞誉，而平台的反响则相对冷淡，未能吸引用户的关注。

## 相关争议

### 版税支付争议
苹果公司起初制定的政策中，前三个月的免费试用期内将不向歌手、詞曲作家和音樂製作人支付版税。2015年6月21日，美國創作歌手泰勒·斯威夫特发表公开信，批评的版税支付方法，同时宣布拒绝向提供她自己的专辑《1989》。她批评苹果公司的这一政策“不公平”，“令人震惊、失望”，“完全不像这家曾经进步、慷慨的公司应有的做法”。她强调这一做法会给辛苦打拼的新人、词曲作家及音樂製作人造成巨大伤害。独立歌手也指责苹果公司的这一做法。英国独立唱片公司Beggars Group也同時對这一政策提出不满和批评，认为苹果公司吸引用户的成本不应当由音乐版权方和歌手支付。
在斯威夫特发表公开信的第二天，苹果公司副总裁艾迪·柯尔在上作出回应，表示听到了斯威夫特和独立音樂人的呼吁。同时他宣布修改的版税支付政策，在试用期也同样会为歌手、詞曲作家及音樂製作人支付报酬，用户则仍然可以免费试用。斯威夫特随后则通过表示经历这一事件之后，乐意将专辑《1989》发布到。她同时表示并非与苹果公司签订独家协议，并称这是自己第一次感觉把自己的专辑发布到流媒体服务是正确的做法。

### 涉嫌不当竞争
2015年7月，美国聯邦貿易委員會对苹果公司展开调查，其原因是等服务涉嫌不当竞争。明尼苏达州民主党籍联邦参议员艾尔·弗兰肯也向司法部提出建议，要求对苹果公司及服务涉嫌不当竞争一案展开深入调查。苹果公司的政策要求其平台上的应用程序必须使用特定的应用程序接口出售程序中的产品和服务，同时从中收取30%的费用，因此其平台上的Spotify、Rdio、Rhapsody和Tidal等其他音乐流媒体软件不得不提高iOS平台的订阅价格以补偿这一额外成本；苹果公司亦不允许这些软件将用户引导至相应网站以更低廉的价格购买这些产品或服务。与之相反，则不受此类限制的影响，没有额外成本，无须提高订阅价格。此外，苹果公司禁止其平台上类似的音乐流媒体服务进行免费促销，也禁止提供家庭用户计划；而却在前三个月免费提供服务，也推出了家庭用户的付费方案。而在推出之前，苹果公司也已经向多家唱片公司施压，要求其停止与等免费流媒体服务合作，以减少未来遇到的竞争。此种行为已经引起联邦贸易委员会和司法部的关注。类似涉嫌不当竞争的诸多做法引发了竞争对手的极大不满，甚至有业内人士评价称：“像苹果这样的公司，吃着自己的蛋糕，还要抢走其他所有人的蛋糕来吃，实在是荒唐。”2016年6月，美国马萨诸塞州民主党籍联邦参议员伊丽莎白·华伦在华盛顿特区发表演讲，其中公开指责了苹果公司和的垄断服务，称联邦贸易委员会的调查仍在进行中，委员会正在研究是否起诉苹果公司违反美国反托拉斯法。

### 与Spotify的相关争议
2019年3月13日，Spotify上线了一个名为Time to Play Fair的网站，控诉苹果公司对其的不公正待遇和对旗下Apple Music的偏袒。随后在3月14日，苹果公司也发布对Spotify指控的回应。

## 外部連結
- Apple Music官方網站 （页面存档备份，存于）
- Apple Music的X（前Twitter）（英文）